# José Álvarez Baragaño
José Álvarez Baragaño fue un escritor cubano, perteneciente a la llamada Generación del 50, el primer grupo de poetas que surgieron con posterioridad a la Revolución.
Opuesto a la dictadura de Fulgencio Batista, residió en París durante un tiempo, ciudad donde trató a André Breton y a Benjamin Péret, poetas surrealistas que influyeron en su producción.
Crítico de arte polémico, escribió habitualmente en el suplemento literario Lunes de Revolución, dirigida por Guillermo Cabrera Infante y uno de los puntales de la Generación del 50.
Tuvo un cargo en la Unión de Escritores y Artistas de Cuba.